# Бутаковка
Бутаковка (Брутаковка) — река в России, на западе Тверской области, правый приток Дремовли (бассейн Межи). Длина реки составляет 24,6 километра.
При длине 24,6 км Бутаковка является главным притоком Дремовли, по длине она превосходит саму Дремовлю (на 1,6 км).
Протекает по территории Нелидовского муниципального района.
Река берёт начало в болотах на северо-западе Нелидовского района. Высота истока — около 240 метров над уровнем моря. Бутаковка течёт на юг, после деревни Бутаки поворачивает на юго-восток. Ширина реки в нижнем течении до 6 метров, глубина до 1 метра.
Впадает в Дремовлю в 5 километрах от её устья. Высота устья — 190,8 метра над уровнем моря.
Основной приток — речка Кобыленка, — правый, длина 5,1 км.